# عيسى بن الملجم الأزدي
أبو موسى عيسى بن يوسف بن عيسى بن علي الأزدي، اشتهر بابن الملجوم، لقب حمله أحد أجداده المسمى قاسم في شبابه، 
وذلك بسبب حبة كانت عالقة في لسانه، وكان سلفه قبل يعرفون ببني مصعب، نسبة لجدهم مصعب بن خالد بن يزيد بن المهلب بن أبي صفرة ،  وبنو الملجوم من بيوتات المجد القديمة بفاس، ويذكر أن ابن القاضي
في الجذوة، قد رفع نسبهم إلى المهلب بن أبي صفرة، كانوا أهل فقه وأدب وحديث، جمعوا كل العلوم وتولوا القضاء، ولع عيسى ابن الملجوم هذا عارفا بالحديث والفقه، ذاكرا للمسائل، متقدما في علم الفرائض، وَكَانَ فَقِيها نزيهاً، عدلا، جزلاً، سمع ببلده من ٱبيه قاضي الجماعة يوسف ويوسف ابن النحوي يوسف الكلبي الضرير، وبأغمات من ٱبي محمد اللخمي سبط ٱبي عمر بن عبد البر0

## سيرته
ولد عيسى بن الملجوم، يوم الاثنين مستهل ذي القعدة سنة |476هـ|  0 تولي القضاء بفاس و بمكناس، رَحل إِلَى قرطبة |، فلقي بها أبا عبد الله بن الطلاع، وأبا بكر بن حازم بن محمد و أبا علي الغساني وأبا الحسين
ابن سراج وأبا محمد بن عتاب0
ثم دخل الأندلس مرة ثانية، فلقي بإشبيلية أبا عبد الله بن شبرين، وكتب إليه أبو عبد الله الخولاني وأبو
علي الصدفي وغيرهما، وكان من أهل الجلالة والأصالة، راوية جماعة للدواوين العتيقة والدفاتير النفيسة، 
ويروى ٱنه إبتاع من أبي علي الغساني، أصله من سنن أبي داود الذي سمع فيه على أبي عمر بن عبد البر، 
وهو أصل أبي عمر، كان قد صار إلى أبي علي بخمسة آلاف دينار، بعد أن نسخ منه أبو علي بخطه وقابله وأتقنه 0
وناهيك بهذه الهمة العالية وهذا الشغف بالعلم، ومن المحتمل ٱنه أراد أن يسدي إحسانا في صورة معاملة، 
إلى شيخه الذي لا يٱبى من رؤية المنية عليه لأحد0 ويذكر أن ابنه عبد الرحمان وأبو محمد بن فليح حدثا عنه.

### وفاته
بعد مسار طويل حافل بالعلم والفقه، وحمل لواء القضاء، لم تغرب شمس |543 هـ| من شهر رجب، حتى سلمت روح عيسى بن الملجوم إلى بارئها.